# Art mac Cuinn
Art mac Cuinn, anche Art Óenfer (cioè il "solo" o il "solitario": fu l'unico dei figli di suo padre a giungere all'età adulta) (fl. II secolo), è stato un leggendario re supremo dell'Irlanda del II secolo.
Era figlio di Conn delle Cento battaglie e padre, generato con Achtan, di Cormac mac Airt. Morì nella battaglia di Maigh Mucruimhe contro Lugaid mac Con, che era ritornato dall'esilio con un esercito di stranieri. In alcune versioni sua moglie era Medb Lethderg.